# 維列戈茨科耶區

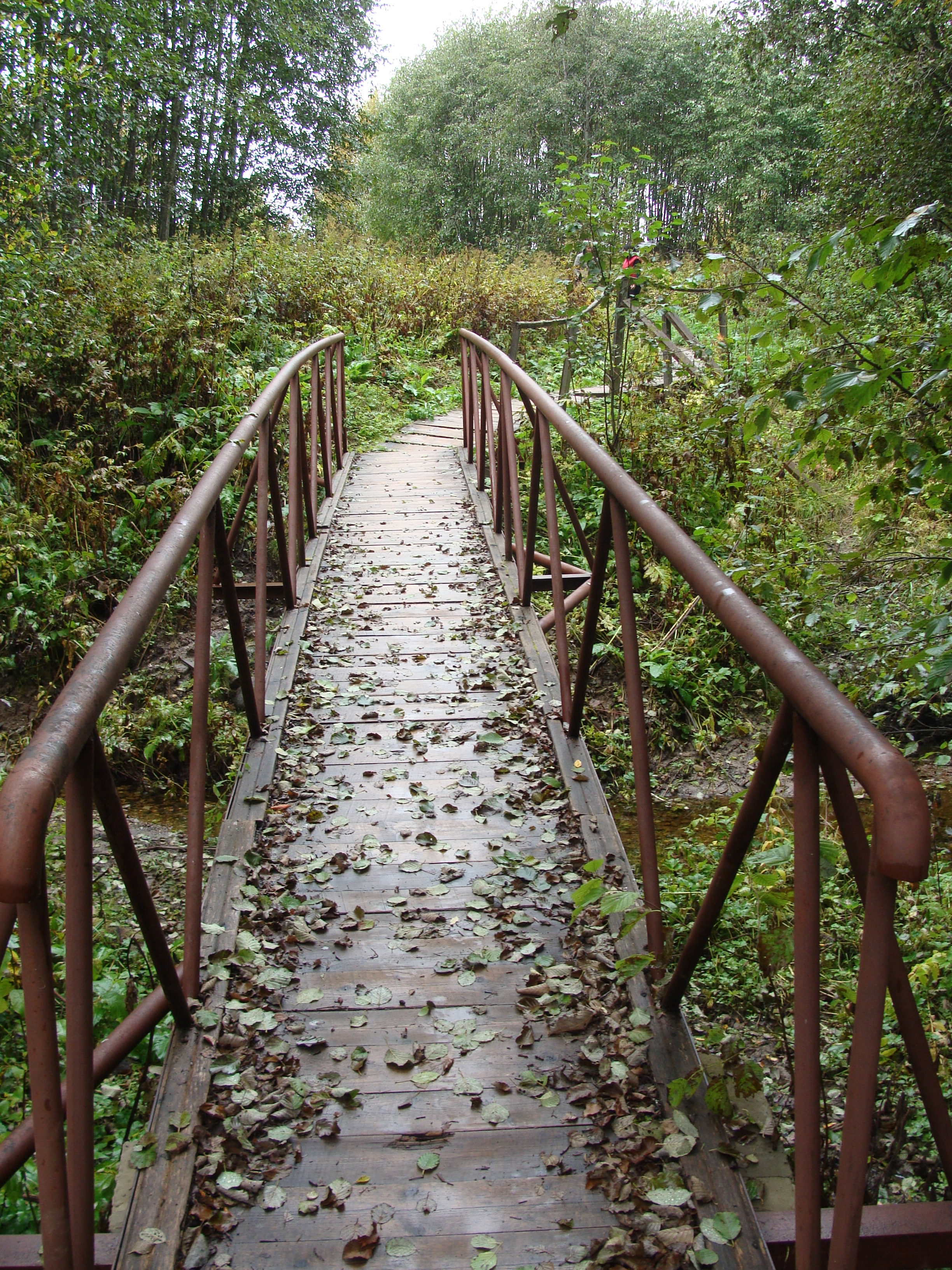

61°07′N 47°59′E / 61.117°N 47.983°E
維列戈茨科耶區（俄语：Вилегодский район），是俄羅斯的一個區，位於該國西北部，由阿爾漢格爾斯克州負責管轄，始建於1924年4月10日，面積6,300平方公里，2010年人口11,158，人口密度每平方公里1.77人。